# Фрийдъм Хаус
„Фрийдъм Хаус“ (на английски: Freedom House – Дом на свободата) е нестопанска организация със седалище в гр.  Вашингтон, САЩ.
Бюджетът на организацията е на 66 – 80% безвъзмездно финансиране от правителството на САЩ.
Основана през 1941 година, „Фрийдъм Хаус“ има за цел да подкрепя свободата и демокрацията по света. Най-известна е със своя годишен доклад „Свободата в света“, оценяващ степента на политически и граждански свободи в страните по света.